# La casa de las muertas vivientes
Pour plus de détails, voir Fiche technique et Distribution.
La casa de las muertas vivientes (italien : Il cadavere di Helen non mi dava pace) est un giallo hispano-italien réalisé par Alfonso Balcázar et sorti en 1972.

## Synopsis
Oliver Bromfield est le descendant d'une riche famille anglaise. Accro à l'alcool, l'homme est convaincu d'avoir causé la mort de sa première femme, Helen Bromfield. Rongé par une culpabilité constante, provenant notamment des reproches de sa jeune belle-mère Sarah, il décide de partir à la recherche du bonheur. Après un long voyage en Italie, il revient dans son domaine accompagné d'une nouvelle jeune épouse, Ruth. Ruth n'est vue d'un bon œil ni par Jenny, la sœur d'Oliver, ni par Sarah. Au fil des jours, il devient de plus en plus évident que Sarah est secrètement amoureuse d'Oliver et tente, par son comportement, de séparer le couple. Jenny, quant à elle, est hostile à Ruth et fait preuve d'un caractère pervers et vicieux.
Oliver, malgré l'amour de Ruth, commence à montrer des signes de déséquilibre dus surtout à ce vieux remords qu'il porte en lui : la conviction d'avoir causé la mort de sa précédente femme en provoquant sa chute mortelle dans un escalier, à une époque où son esprit était embrumé par l'alcool. L'atmosphère de la maison, déjà inquiétante en raison de son aspect gothique, devient encore plus perturbante lorsqu'une série d'événements semble menacer la vie de Ruth. La jeune mariée décide alors de faire appel à un détective privé local. L'homme qui se précipite à la maison des Bromfield commence son enquête mais se fait presque immédiatement assassiner par un mystérieux personnage. La servante Clara et Jenny elle-même, qui avait probablement identifié l'identité du meurtrier, subissent le même sort. Ruth se retrouve seule à devoir découvrir la véritable identité du meurtrier.

## Fiche technique
- Titre original espagnol  : La casa de las muertas vivientes ou La noche de una muerta que vivió ou Las noches del escorpión[1]
- Titre italien : Il cadavere di Helen non mi dava pace ou Una tomba aperta... una bara vuota[2]
- Réalisateur : Alfonso Balcázar (sous le nom d'« Al Bagran »)
- Scénario : José Ramón Larraz, Alfonso Balcázar, Giovanni Simonelli
- Photographie : Jaime Deu Casas
- Montage : Teresa Alcocer
- Musique : Piero Piccioni
- Décors : Alberto Boccianti (it)
- Costumes : Luciana Marinucci
- Maquillage : Elisa Aspachs
- Production : Antonio Liza
- Société de production : Balcázar Producciones Cinematográficas, International Apollo Films
- Pays de production :  Italie -  Espagne
- Langue originale : espagnol
- Format : Couleur par Eastmancolor - 2,35:1 - Son mono - 35 mm
- Durée : 87 minutes
- Genre : Giallo
- Dates de sortie :
  - Italie : 7 janvier 1972
  - Espagne : 8 juillet 1972

## Distribution
- José Antonio Amor : Oliver Bromfield
- Daniela Giordano : Ruth
- Gioia Desideri : Hélène
- Nuria Torray : Sarah
- Osvaldo Genazzani : détective privé
- Carlo Gentili : médecin
- Teresa Gimpera : Jenny
- Alicia Tomás : Clara